# Pedro Bruno
Pedro Paulo Bruno (Paquetá, 14 de outubro de 1888 – Rio de Janeiro, 2 de fevereiro de 1949) foi um pintor, cantor, poeta e paisagista brasileiro. Sua obra mais conhecida é o quadro Pátria, de 1918, que retrata a bandeira do Brasil sendo bordada no seio de uma família.

## Biografia

### Infância
Pedro Paulo Bruno nasceu em 14 de outubro de 1888 na casa de sua família na Ilha de Paquetá. Seu pai, o comerciante italiano Felice Antonio Bruno havia emigrado para o Brasil com a jovem esposa, Magdalena Marmo Bruno, em 1878, juntamente com os três filhos do casal (Rosa, Antero e Miguel). Provenientes de Casalbuono, na província italiana de Salerno, eles fixaram residência na Ilha de Paquetá, na casa de nº 105, na Praia da Guarda.
Aos sete anos de idade, Bruno ensaiava seus primeiros traços, e aos nove já era reconhecido em Paquetá como um desenhista promissor. Nesta época, por ocasião da morte de uma criança cujos pais desejavam ter uma imagem como recordação, o pequeno artista foi chamado às pressas e, ali mesmo no velório, ainda que um pouco assustado, executou o retrato. Segundo o próprio
Pedro Bruno lembraria mais tarde, o desejo de pintar teria surgido nele no dia em que, expulso da sala de aula pela professora,
sentou num muro para contemplar o mar azul de Paquetá. Em 1897, quando o pintor Giovanni Battista Castagneto, também de origem italiana, esteve em Paquetá, Pedro Bruno imediatamente estabeleceu amizade com o artista, oferecendo-se para transportar seu cavalete, sua paleta e seus pincéis para os diversos lugares da ilha que o artista retratava. O menino ficava horas a observar com atenção o trabalho do mestre, tornando-se um discípulo dedicado.
Pedro Bruno era dotado. Possuía admirável voz de barítono. Em 1905, aos quatorze anos, embarcou para a Itália com o objetivo de estudar no Conservatório de Nápoles e de Roma, de onde retornou diplomado em canto lírico. Trabalhou no Conservatório de Música do Rio de Janeiro, e, sob a direção do maestro De Lucio, percorreu Belo Horizonte, São Paulo e Santos em turnê artística, mas morou no Rio. Pedro Burno, porém, logo se aborreceu com o canto e, retorna ao Brasil, começando a se dedicar mais à pintura, retratando as paisagens de Paquetá e tendo lições com o pintor italiano Schettino.

### Carreira

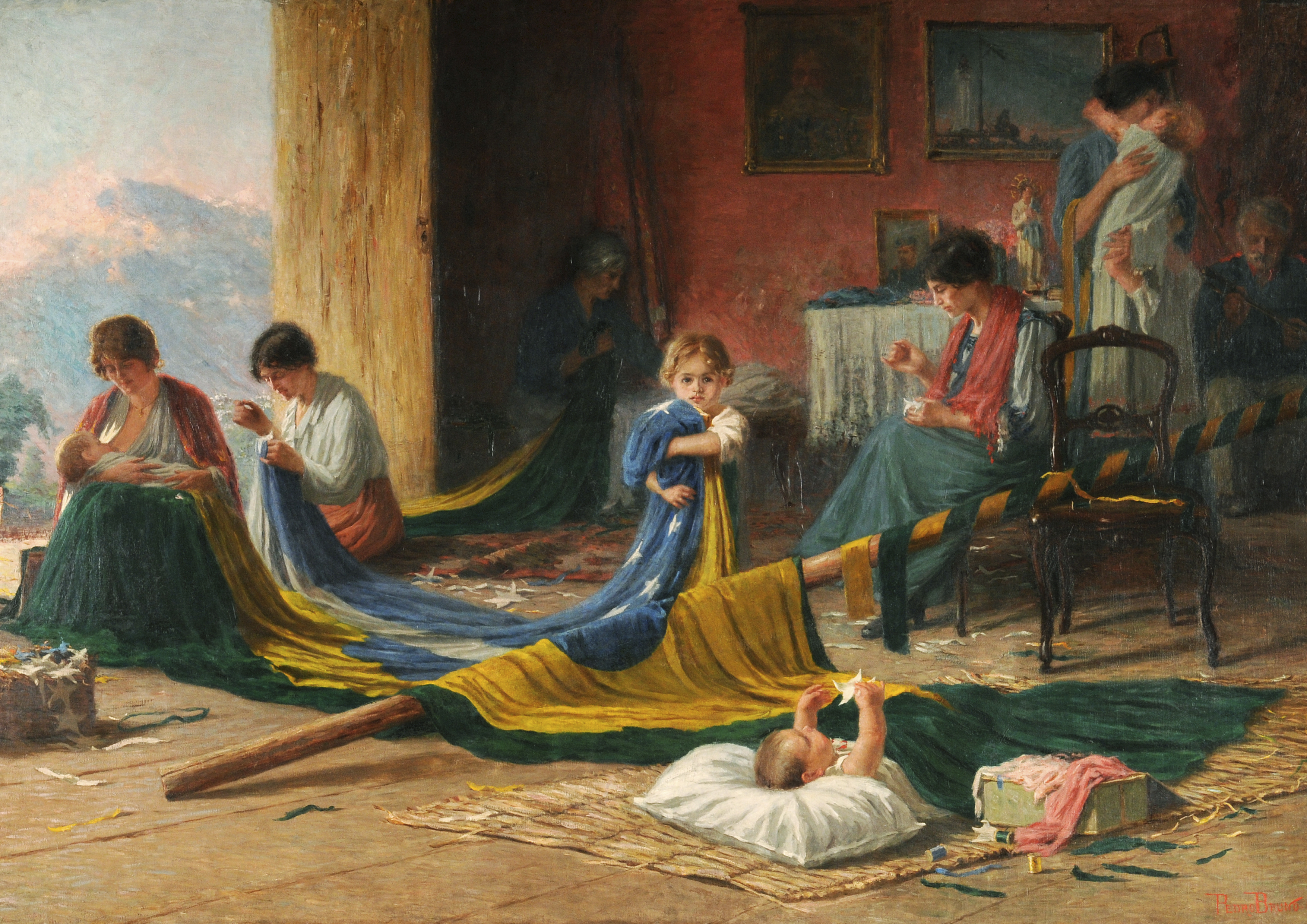
Pátria, 1919, óleo sobre tela, Museu da República.

Em 1910, ao retornar a Paquetá, envolto e seduzido pelas belezas da ilha, Pedro Bruno percebeu que era a pintura a atividade que o empolgava. Indiferente às dificuldades que sua corajosa decisão poderia acarretar, iniciou, de maneira autodidata, uma nova carreira. Sozinho pelas praias, com seu material de pintura, seguiu retratando incansavelmente os recantos da ilha. Em 1912, recebeu a Medalha de Bronze, do Salão de Belas Artes, pela paisagem marinha intitulada Manhã Azul. Suas telas impunham-se pelo empenho técnico, com o que Bruno obteve o respeito da crítica especializada. Foram exemplo desta receptividade os elogios que recebeu por seu quadro Sentinela da Pátria, exposto no salão de espera do cinema Orion, em Campos. Naquele ano de 1917, a obra provocou admiração em todos que por ali passavam.
Com o intuito de aprimorar sua técnica, Bruno ingressou na Escola Nacional de Belas Artes em 1918. Seus professores foram os grandes mestres João Baptista da Costa e José Boschetto. Em agosto do ano seguinte, o Conselho Superior de Belas Artes conferiu-lhe o Prêmio de Viagem da 26ª Exposição Geral. O quadro vencedor intitulava-se Pátria, uma concepção cívica que simbolizava a construção da pátria brasileira ao retratar um grupo de mulheres simples que, de maneira dedicada, costuravam a bandeira nacional. Sobre a premiação, Coelho Netto escreveu o seguinte no jornal A Noite: "O júri naturalmente votou o prêmio ao pintor pela execução da obra, eu votaria pelo poeta que soube vestir uma ideia augusta com o pano sagrado em que se envolve a Pátria!".
Em 1920, antes de seguir para a Itália, Bruno teve suas obras expostas em São Paulo, no salão anexo ao cinema Central, na Avenida São João, com grande sucesso de público e de crítica. Ainda neste ano, a Galeria Jorge, no Rio de Janeiro, organizou uma exposição com 70 quadros do pintor. Os cariocas, igualmente, festejaram a mostra. Ao chegar em Roma, Bruno inscreveu-se para a prova de admissão ao curso de pintura da Academia Inglesa, famosa instituição de ensino artístico. Classificou-se em 3º lugar em meio a 65 candidatos italianos e estrangeiros. Decorridos apenas seis meses de sua matrícula, já era convidado pelos dirigentes da instituição para reger aulas de modelo vivo. Na Itália, o artista estudou, lecionou, recebeu elogios da imprensa e deixou vários quadros, dois no Museu de Salerno e os demais em galerias particulares.
De volta ao Brasil em 1922, foi recebido com grandes homenagens pela população e pelas autoridades de Paquetá. Mesmo levando em consideração o aperfeiçoamento obtido em sua arte e o êxito alcançado na Europa, Bruno dizia-se mais nacionalista do que nunca. O pintor instalou seu ateliê ao fundo do conjunto principal da casa onde residia, em Paquetá, e assumiu o papel de zelador das belezas da ilha, embora viesse a possuir no Centro do Rio, na rua do Teatro, outro pequeno ateliê. O Precursor, uma apoteose a Tiradentes, obra executada ainda na Itália, encontra-se hoje no Museu Histórico Nacional. No mesmo ano de seu regresso, conquistou a Medalha de Ouro do Salão de Belas Artes, com o quadro Mãe.
O trabalho de Bruno, exposto em São Paulo em 1924, foi acolhido com admiração pelos meios artístico e intelectual paulistanos, tendo se destacado os quadros Guanabarinas e Anunciação, que atraíram especial atenção dos visitantes. O pintor foi grande colaborador do Salão Paulista de Belas Artes até o ano anterior ao de sua morte. Em retribuição, dentre outras homenagens, a Prefeitura da Cidade de São Paulo batizou com seu nome uma rua do bairro de Butantã.
O último grande trabalho de Bruno foi a tela Gonçalves Dias, pintada no ano anterior ao de sua morte. Em 1948, Pedro recebeu a maior homenagem em vida: um busto seu foi erguido na praça que leva seu nome. A obra, idealizada por Paulo Mazucheli, tem como legenda: "O poeta da cor, das árvores e dos pássaros".

### Outras atividades
Bruno ocupou o cargo de Oficial Administrativo da Prefeitura de Paquetá, comissionado como zelador do cemitério local. Nesta função, além de ter executado a reforma total da capela, toda em pedra, doou à instituição duas de suas obras – Cristo ao Luar e São Francisco falando aos pássaros – e implementou trabalhos de jardinagem que transformaram o campo-santo num parque florido, um local atrativo para visitação.
Mas seu amor a Paquetá levaram-no a atuar, efetivamente, como zelador de toda a ilha. Com o intuito de preservar o patrimônio paisagístico e realçar os encantos naturais de Paquetá, Pedro criou a Liga Artística, juntamente com um grupo de apaixonados pela ilha. Visando chamar atenção para a importância da preservação ambiental, eram realizadas festas comemorativas às árvores e aos pássaros. Inaugurou em diversas praias e praças, bustos, hermas, placas e marcos em homenagem a personalidades de destaque, lembrando-se sempre dos índios, os primeiros habitantes. Era visto com freqüência a caminhar pela ilha, com seu chapéu, conversando com os moradores, numa atitude de simplicidade e modéstia que contrastava com o que se esperaria de um nome consagrado da arte brasileira.

### Morte
Pedro Bruno morreu devido às complicações de um edema pulmonar agudo em 2 de fevereiro de 1949, dois anos após a morte de sua esposa, enquanto trabalhava em seu ateliê, no Rio de Janeiro. Deixou quatro filhos: Magda, Hélio, Lia e Fábio. Foi sepultado no cemitério da ilha que amou e imortalizou em suas telas, na presença da população consternada.

## Homenagens
Em 1966, os filhos de Bruno organizaram, na residência do artista, uma exposição póstuma que apresentava cerca de 100 trabalhos, alguns inéditos, outros inacabados, como Amor Eterno. Outra expressiva homenagem póstuma foi a exposição inaugurada em 1º de novembro de 1949, no Salão Assírius do Teatro Municipal do Rio de Janeiro, de 180 telas do artista. A mostra foi organizada por seus filhos e patrocinada pelo prefeito Ângelo Mendes de Morais, sob os auspícios da Secretaria Municipal de Educação e Cultura. Na ocasião, o vereador Álvaro Dias propôs apresentar à Câmara Municipal do Rio de Janeiro um projeto transformando em museu a casa de Bruno em Paquetá. Em 1950, através do Projeto de Lei nº 61, a câmara aprovou a criação do Museu Pedro Bruno. A falta de recursos, entretanto, impediu a concretização da proposta.
Um detalhe do quadro Pátria de Bruno foi incluído na nota de 200 cruzados novos, que homenageava o centenário da Proclamação da República. A vigência do cruzado novo durou de 16 de janeiro de 1989 a 15 de março de 1990, tendo as cédulas saído de circulação em 15 de setembro de 1994.